# Maria-Louisa-orde

Het kleinood, er is geen ster

De Koninklijke Orde van Maria Louisa of Réal Orden de María Luisa, recent ook Orden de las Damas Nobles de María-Luisa geheten, werd op 21 april 1792, andere bronnen noemen 19 maart 1792, ingesteld door Karel IV van Spanje ter ere van zijn echtgenote Maria Louisa.

## Geschiedenis
In de 18e en 19e eeuw zijn tal van damesorden ingesteld aan de Europese hoven. Zo bestonden in Wenen de Orde van de Slavinnen van de Deugd en de Orde van het Sterrenkruis, in München een Elisabeth-orde en in Sint-Petersburg een Orde van Sint-Catharina. Spanje bezat daarentegen nog niets vergelijkbaars. In de 18e-eeuwse damesorden werden edelvrouwen, men moet vooral aan de hofdames en aristocrates in hofkringen denken, opgenomen. De orden deden aan liefdadigheid en zij hielden religieuze plechtigheden. Politiek was het van belang om de adel met deze patronage aan de persoon van de vorst te verplichten.
In het oprichtingsdecreet overweegt de Spaanse koning dat "de koningin, zijn zeergeliefde gemalin, een nieuw middel kreeg om die adellijke dames die zich door hun diensten, werkzaamheden en eigenschappen onderscheidden, een teken van haar hoogachting te schenken" en dat de koningin zelf benoemingen mocht verrichten.
De Spaanse Bourbons twistten onderling en waren zo onvoorzichtig om Napoleon I in het conflict te betrekken. De Franse keizer zette Karel IV af en sloot de koning, de koningin, de minnaar Manuel de Godoy en de intrigerende kroonprins op in Franse kastelen. Koning Jozef Bonaparte van Spanje hief een aantal Spaanse orden, waaronder de Maria-Louisa-Orde in 1808 op, maar na de restauratie van de Bourbons werd de orde op 24 november 1816 door de nieuwe koningin, Maria Isabella opnieuw ingesteld.
De dertig dames moesten eenmaal per maand een ziekenhuis voor vrouwen of een weeshuis bezoeken en jaarlijks een mis voor de gestorven dames van de orde bijwonen. In 1796 kregen de dames in een op 20 maart getekend decreet het predicaat "Excellentie". Op 25 oktober 1800 werd ook een secretaris van de orde benoemd. Men mocht zelf een verzoek indienen om tot een van de ordedames te worden benoemd, oude adel was daarvoor een voorwaarde.
Tweemaal per jaar werden de dames geacht een kapittel bij te wonen en daar de hand van hun soevereine en Eerste Dame te komen kussen. Zij moesten ook bijzondere aandacht aan de verering van de heilige Ferdinand en aan de verering van de heilige Lodewijk, voorvader van de Bourbons, bijzondere aandacht besteden. Dit betekende dat de orde alleen aan katholieke edelvrouwen verleend kon worden omdat protestanten en aanhangers van andere geloven deze heiligen niet vereren. In de 19e eeuw ziet men desondanks dat protestantse edelvrouwen en ook Japanse prinsessen, zij zullen de shintogodsdienst hebben aangehangen, in de orde werden opgenomen. In het geval van de Franse keizerin Eugénie werd ook niet op de "oude adel" aan moederszijde gelet.
In de 19e eeuw werd het gebruikelijk dat het steeds de werkelijke koningin, niet de koningin-moeder zoals in Rusland bij de Orde van Sint-Catharina het geval was, de orde bestuurde.
Een decreet van 28 oktober 1851 legde vast dat de dames 300 reales moesten schenken aan de kas van de orde. In dit decreet werd ook vastgelegd dat een benoeming in deze orde moest worden goedgekeurd door de ministerraad. Zij zouden in het vervolg in het "Boletín Oficial del Estado" (de Staatscourant) worden gepubliceerd. Deze veranderingen zijn stappen op de weg van een ridderorde van een autocraat of absolutistisch vorst naar een ridderorde in een modern constitutioneel koningschap met ministeriële verantwoordelijkheid.

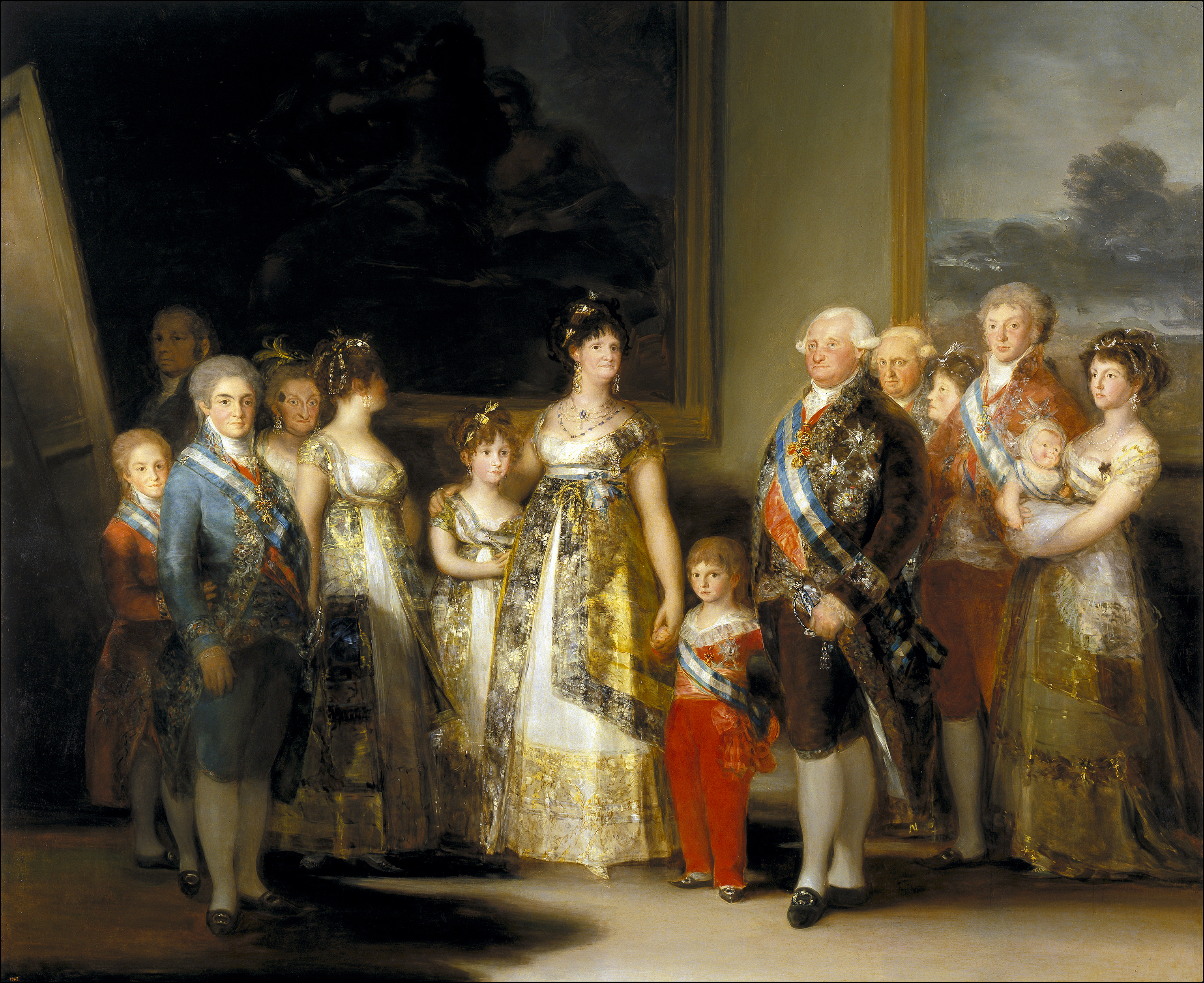
Maria-Louisa te midden van haar familie

Na het aftreden van koningin Isabella II van Spanje heeft de regent, generaal Serrano, de orde van Maria-Luisa omgedoopt in een "Orden por la de Damas Nobles de España".
Koning Alfons XII van Spanje heeft in zijn decreet van 28 november 1878 vastgelegd dat de "Edele Dames" het kleinood van de orde bij minder plechtige gelegenheden ook aan een klein lint mochten dragen.
In een decreet van de Spaanse Republiek van 24 juli 1931 werd de orde officieel afgeschaft wat betekende dat een gezelschap van deze aard geen onderdeel van een regeling van de geseculariseerde Spaanse staat kon zijn. De graaf van Barcelona, erfgenaam van Alfons XIII, de verbannen koning, benoemde daarop in 1941 de prinsessen van zijn huis desondanks tot dames in de Maria-Luisa-Orde. Op grond van het in het staatsrecht en in het internationaal recht aanvaarde Ius sanguinem mag een voormalige soeverein of het hoofd van een voormalig regerend huis orden stichten en verlenen.
In de daaropvolgende jaren werd ook Sophia van Griekenland tot dame in de orde benoemd. Zij heeft de orde gedragen tijdens de plechtigheid op 22 november 1975 waarop zij en Juan Carlos I tot koning en koningin werden uitgeroepen.

### Verval van de Orde
Op dit moment heeft de orde nog steeds een enkele graad, die van "Dama Noble" en het aantal dames is als vanouds beperkt tot dertig, waarbij de Spaanse prinsessen en de koningin niet worden meegerekend. Omdat de orde na 1936 en de val van de monarchie zo zelden werd verleend, zijn er in het begin van de 21e eeuw bijlange na geen dertig dames meer in leven. Tijdens de periode van Alfons XIII kende de orde een bloeitijdperk: in de 29 jaar werden ruim 235 dames van adel opgenomen. Na de restauratie van de monarchie kende de orde echter een snel verval: Juan Carlos beperkte zich tot drie benoemingen, en diens zoon heeft sinds zijn eedaflegging nog geen enkele dame benoemd. Anno 2023 zijn er slechts 3 dames in leven.

## De versierselen
Het kleinood is een ingewikkeld uitgevoerd gouden achtpuntig kruis van Malta. Op sommige kruisen zouden kleine gouden ballen op de acht punten zijn bevestigd. Op de vier violet geëmailleerde armen met hun brede witte rand is een gouden ketting gelegd die achter de twee gouden torens in de armen van het kruis langsloopt en bevestigd is aan de halsbanden van twee springende gouden leeuwen.

In het centrale ovale medaillon is de heilige Ferdinand binnen een violette ring zonder opschrift geschilderd. Op de keerzijde staat het monogram van de stichteres "ML". Op de ring staat " RL. Ordn. Dla. Reina Maria Louisa".
Als verhoging is een gouden, groengeëmailleerde lauwerkrans gebruikt. De krans is met een blauw lint vastgeknoopt. Op deze wijze is het kleinood met het lint verbonden.
Het lint is wit met twee brede violette strepen. Men droeg het kleinood niet zoals bij damesorden gebruikelijk is aan een strik op de linkerschouder maar aan een grootlint over de rechterschouder op de linkerheup. Op de heup werd dan een grote, rijk geplooide rozet bevestigd. Men plooide het lint in de 19e eeuw, toen de mode voorschreef dat dames aan het hof gedecolleteerd verschenen, zo dat het geplooide lint de blote schouder niet raakte maar laag op de overgang tussen schouder en bovenarm werd vastgenaaid. Anders dan bij de meeste onderscheidingen die aan een grootlint gedragen werden, is er nooit een corresponderende ster geweest.

## De dames van de orde 1792 - 2008
- 1. Koningin Maria Luisa van Spanje

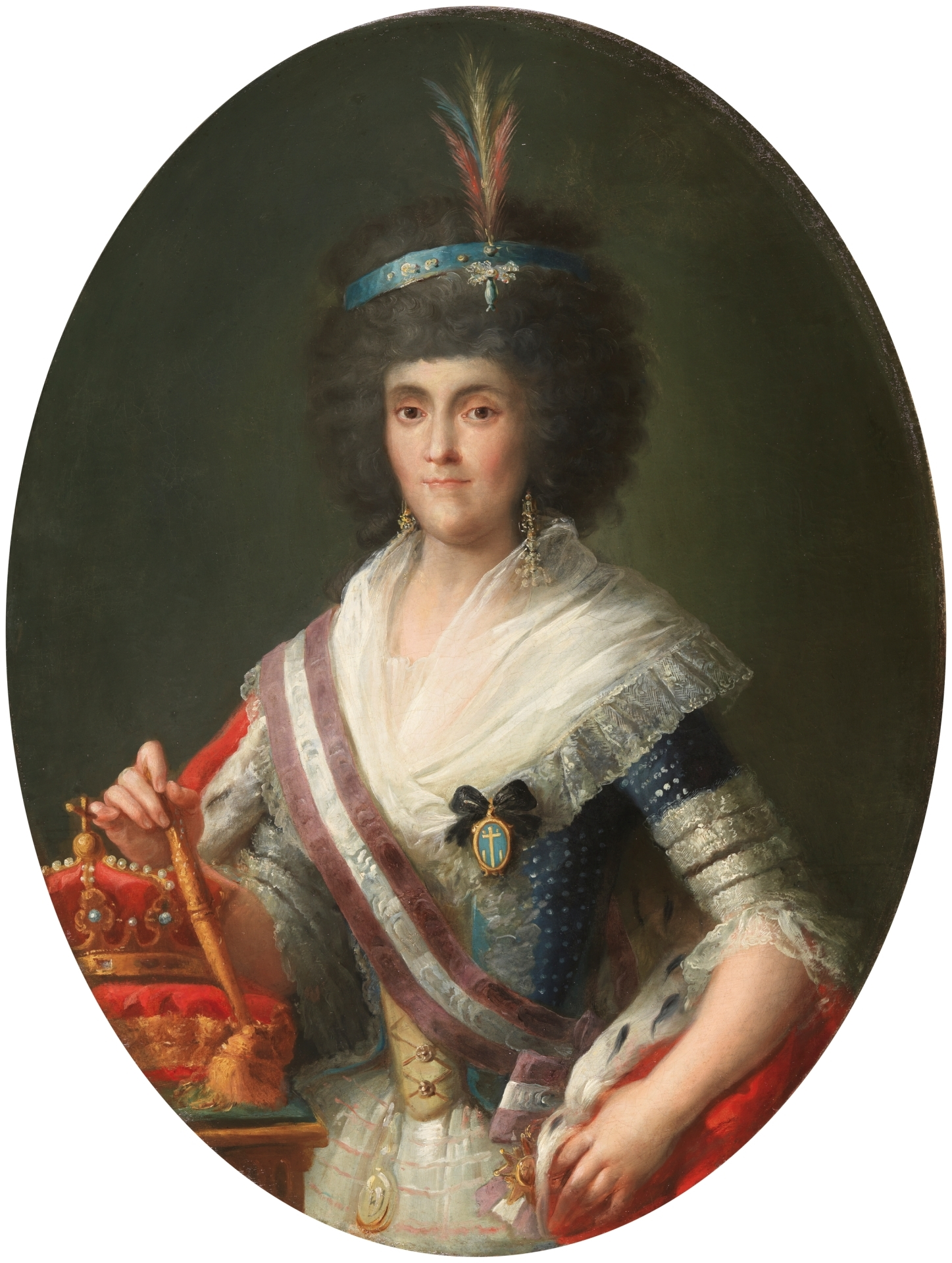
Maria Luisa van Parma, een van de eerste dames met het lint van de orde.

- 2. Charlotte Joachime van Bourbon, infante van Spanje
- 3. Maria Amalia van Bourbon, infante van Spanje
- 4. Maria Louisa van Bourbon, hertogin van Lucca, koningin van Etrurië
- 5. Maria Isabella van Bourbon, infante van Spanje
- 6. Maria Teresa van Bourbon, infante van Spanje
- 7. Josefa van Bourbon, infante van Spanje
- 8. Maria Amalie, aartshertogin van Oostenrijk
- 9. Carolina van Parma, prinses van Parma, gehuwd met prins Maximiliaan van Saksen
- 10. Maria Antonieta van Bourbon, prinses van Parma
- 11. Carlotta van Bourbon, prinses van Parma
- 12. Florentina Pizarro y Herrera, 12. condesa de La Gomera
- 13. Laura María Castellví Cervellón y Mercader, 5. condesa de Cervellón, marquesa de Villatorcaz 1717
- 14. María Faustina Téllez-Giron y Pérez de Guzmán
- 15. María de La Portería Fernández de Velasco, 8. condesa de Peñaranda
- 16. Isabel Maria Pio, 7ª marquesa de Castel-Rodrigo
- 17. María Isidra Manrique de La Cerda y Guzmán, 1 9ª Duquesa de Nájera, 22ª condesa de Valencia de Don Juan.
- 18. María Teresa Ignacia Fernández de Córdoba y Pacheco, 8ª condesa de Baños
- 19. Maria de la Concepcion Belvis de Moncada y Pizarro
- 20. María de la Encarnación Álvarez de Toledo y Gonzaga
- 21. María Antonia de Godoy y Álvarez de Faria
- 22. Marie Joseph Julie du Chasteler de Moulbaix
- 23. María del Pilar Fernández de Hijar
- 24. María Agustina Adorno y Sottomayor
- 25. Josefa Joaquina de Olazábal y Murguía
- 26. María Josefa Rebolledo de Palafaox y Bermúdez de Castro
- 27. María Luisa Centurión y Velasco, 8ª marquesa de Estepa
- 28. Maria Vicenta Pacheco Téllez-Girón
- 29. Ana María Fernández de Córdova Figueroa y Moncada
- 30. Joaquina de Benavides y Pacheco, 3ª duquesa de Santisteban del Puerto
- 31. María de las Angustias Fernández de Cordova y Pacheco
- 32. María Joaquina de los Desamparados de Montserrat y Acuña
- 33. María Josefa de la Soledad Alfonso-Pimentel de Borja Zúñiga Enríquez Ponce de León, 12ª duquesa de Arcos
- 34. María Teresa del Pilar de Olivares y Cepeda, 2ª marquesa de Villacastel de Carrias
- 35. María Ana de Palafox
- 36. Carolina Augusta, prinses zu Stolberg-Gedern
- 37. María de la Concépción Teresa Fernández de Córdoba y Sarmiento
- 38. Francisca de Paula de Quiñones y Cabrera
- 39. Francisca de Paula de Benavides y Fernández de Córdova
- 40. María Luisa de Silva y González de Castejón, 15ª condesa de Cifuentes
- 41. María Antonia Fernandez de Córdoba y Sarmiento de Sotomayor
- 42. María Teresa Fernandez de Hijar y Palafox
- 43. María Fernanda Fitz-James-Stuart y Stolberg-Gedern
- 44. Isabel María Parreño Arce y Valdés
- 45. Francisca María Dávila y Carrillo de Albornoz, condesa de Truillas
- 46. María Cayetana de Galarza y Brizuela, 3ª condesa de la Oliva del Gaytán, 5ª condesa de Fuenrubia
- 47. Francisca María Bejarano del Aguila, marquesa de Sofraga
- 48. Ana María de Contreras y Vargas Machuca, 6ª condesa de Alcudia
- 49. María Antonia Teijeiro de Valcárcel y Puixmarín, marquesa de Albudeyte
- 50. María de la Portería de Benavides y Pacheco
- 51. Cayetana María de la Cerda
- 52. María Cayetana de la Cerda y Vera
- 53. Eusebia María Tello y Riaño, condesa de Villariezo
- 54. María de los Dolores de Vera y Saurín
- 55. Maria Antonia Cattaneo della Volta
- 56. María Josefa Ramírez de Arellano y Olivares, 7ª condesa de Murillo
- 57. María del Rosario de Silva Cebrián y Fernández de Miranda, 6ª condesa de Fuenclara
- 58. María del Carmen Pacheco Téllez-Girón y Fernández de Velasco
- 59. Francisca de Borja Alfonso de Sousa de Portugal y Sousa de Portugal, 9ª marquesa de Guadalcazar
- 60. María Antonia Justa Álvarez de Faria y Sánchez Sarzosa
- 61. Ana Joaquina de Bustamante y Hoyos
- 62. Francisca Ramírez de Laredo y Encalada
- 63. Pascuala Everardo Tilly y Panés, 2ª marquesa de Casa Tilly
- 64. María de la Cabeza Fonseca y Castro
- 65. Rafaela Josefa Ortiz de Rozas y Ruiz de Briviesca
- 66. María Jerónima Daoiz y Guendica
- 67. María Lutgarda de Hevia y Navarro, marquesa de la Victoria
- 68. Juana María Muñoz Jofre de Loaysa y Salcedo
- 69. Francisca Javiera López Altamirano
- 70. Inés María de Aguirre y Yoldi
- 71. María Caro y Ortiz
- 72. Constanza Falconieri, principessa de Rocca Sinibalda
- 73. María Ignacia Álvarez de Toledo y Gonzaga
- 74. María del Buen Consejo de Carvajal y Gutiérrez de los Ríos
- 75. Ana Llamas
- 76. Juana María de Pereyra y Alderete
- 77. Isabel de Bongars y Martínez
- 78. Brigida de Lalaing Calasanz y Abarca
- 79. María Francisca de Sales Portocarrero de Guzman y Zuñiga, 10ª marquesa de La Algaba 1754 Descendant of Charlemagne
- 80. María del Pilar Fernández de Miranda y Villacís
- 81. María Donata de Samaniego y Pizarro, 5. vizcondesa de la Armería
- 82. María Fernanda O'Connock y Magenis
- 83. Petra de Quiñones Álamos y Miranda
- 84. Ana Anguisola Pallavicini
- 85. Aurelia Canossa Arriani
- 86. Juana Antonia Bucarelli y Baeza, 4ª marquesa de Vallehermoso, condesa de Gerena
- 87. Ramona de Godoy y Álvarez de Faria
- 88. Juana de Regis de Armendáriz
- 89. Amalie, prinses van Saksen
- 90. Maria, prinses van Saksen, later groothertogin van Toscane
- 91. María Antonia Sanz Merino y Muñoz
- 92. Paula Melzi de Eril
- 93. María del Pilar de la Cerda y Marín de Resende
- 94. María Águeda de Torres y Quiens
- 95. Ana Tarrasconi Pallavicini
- 96. Teresa Carolina de Borbón y Vallabriga, 15. condesa de Chinchon
- 97. Carlota Luisa Manuela de Godoy y Borbon, 2ª condesa de Évora-Monte
- 98. María Luisa de Borbón y Vallabriga
- 99. María Teresa de Vallabriga y Drummond

## Tweede honderdtal, de benoemingen na 1800
- 100. Maria Theresia van Bragança, prinses van Beira en carlistisch troonpretendente van Spanje
- 101. Maria Isabella van Portugal, koningin van Spanje
- 102. Maria Francisca van Bragança, infante van Portugal
- 103. Isabella Maria van Bragança, infante van Portugal, regentes van Portugal
- 104. Maria Carolina, aartshertogin van Oostenrijk
- 105. Carolina van Bourbon, prinses van de Beide-Siciliën
- 106. Cristina van Bourbon, prinses van de Beide-Siciliën
- 107. Maria Amalia van de Beide-Siciliën later koningin van Frankrijk. Zij werd op 5 februari 1802 benoemd.
- 108. Maria Antonia van Bourbon-Sicilië (1784-1806)
- 109. Luisa di Tocco
- 110. María Joaquina de Lalaing y de la cerda
- 111. María Ana Nin Zatrillas y Sottomayor, 6. duquesa de Sottomayor
- 112. Baronesa de San Luis
- 113. Joaquina Josefa de Oca y Navia
- 114. María Aurora Perez de Guzmán y Gutierrez de los Rios
- 115. Teresa Josefa de Salazar y Morales, condesa de Montarco
- 116. Teresa de Godoy Pizarro y Carvajal, 10. condesa de Torrejón
- 117. Josefa Crespí de Valldura y Aguilera, marquesa de Peñafuente
- 118. María de las Mercedes de Rojas y Tello, 4. marquesa de Villanueva del Duero
- 119. María Francisca de Cañas y Portocarrero, 7ª duquesa del Parque
- 120. Eduarda Manuela Montaner y Ramírez de Arellano
- 121. María Magadelna Pelliza y Echverría
- 122. Maria Luisa van Bourbon, hertogin van Lucca
- 123. Ludovica Altieri
- 124. Contessa Arrigheti
- 125. Contessa Antonia Peccore
- 126. María Josefa de Contreras y Vargas Machuca, 7ª condesa de Alcudia, marquesa de Campofuerte
- 127. María Rosa de las Casas y Aragorri
- 128. María de la Candelaria de San Juan y Felíu de la Peña
- 129. Joaquina Bernuy y Valda
- 130. Lorenza de Guzmán y Castilla, 4. marquesa de San Bartolomé del Monte
- 131. María Ramona de Palafox y Portocarrero
- 132. Pascuala de Valda y Maldonado
- 133. Maria Anna, prinses van Saksen
- 134. Maria Henriette Anna Elisabeth Rosalia von Colloredo-Mannsfeld
- 135. Josefina Tascher la Pagerie
- 136. Caroline, prinses Bonaparte
- 137. Ana María Granieri Manca
- 138. Giustina Borromeo Arese
- 139. Amalia Charlotte, prinses Barberini Colonna
- 140. Maria Assunção van Bragança, infante van Portugal
- 141. Ana de Jesus Maria van Bragança, infante van Portugal, later hertogin van Loulé
- 142. Maria Benedita van Bragança, infante van Portugal, prinses-weduwe van Brazilië
- 143. María Magdalena Fernández de Córdoba y Ponce de León
- 144. Gabriella Maria Ignazia Asinari dei Marchesi di San Marzano
- 145. Francisca de Almeida Portugal.
- 146. María Josefa de Gálvez y Valenzuela, 2. marquesa de la Sonora
- 147. María Rafaela Centurión y Vera
- 148. María Francisca Vera de Aragón y Manuel de Villena, marquesa de Espinardo
- 149. María Escolástica Gutiérrez de los Ríos y Sarmiento de Sotomayor
- 150. María del Pilar Gayoso de los Cobos y Bermúdez de Castro
- 151. Maria do Resgate de Noronha
- 152. Francisca Correia de Lacerda Melo Pita Pacheco, *13ª senhora de Favelães
- 153. Juliana Xavier Botelho, marquesa de Lumiares
- 154. Margarida Xavier Botelho de Lancastre, *1ª marquesa de São Miguel
- 155. María del Carmen Álvarez de Faria y Pelliza, *1. marquesa de Gracia Real
- 156. María Luisa Isabel de Borbón y Braganza, infante van Spanje
- 157. María del Carmen Josefa López de Zúñiga y Chaves, 15. condesa de Miranda del Castañar, X duquesa de Peñaranda de Duero
- 158. María de los Dolores Villanueva y Pérez de Barradas
- 159. María de la Asunción Belvís de Moncada y Rojas, condesa de Villamarciel, V marquesa de Villanueva del Duero, Grande de España, VII condesa de Villariezo y de Villaverde
- 160. María del Carmen de Aguayo y Aguayo, 4. condesa de Villaverde la Alta
- 161. María Ana de Witte y Pau
- 162. Josefa de Herrera y Berrío
- 163. María de la Concepción Castaños y Aragorri
- 164. Catalina de Sierra y Sierra
- 165. María Luisa de Navia y Güemes
- 166. Narcisa Asprer y de la Canal
- 167. Louise, prinses van Baden
- 168. Sophie Dorothea, hertogin van Württemberg
- 169. Maria Leopoldine, aartshertogin van Oostenrijk
- 170. Charlotte Augusta, prinses van Beieren
- 171. Úrsula Borbón del Monte
- 172. Maria Clementina, aantshertogin van Oostenrijk
- 173. María Lucia Migliaccio, duquesa de Floridia
- 174. Mariana Griffeo Migliacio
- 175. Luisa Carlotta van Bourbon, prinses van de Beide Siciliën
- 176. Maria Amalie, prinses bei Rhein zu Zweibrücken
- 177. Maria Anna, prinses van Saksen
- 178. Augusta, prinses van Saksen
- 179. Maria Cunigunde, prinses van Saksen, vorstin-abdis van Thorn
- 180. Maria Josepha van Saksen (1803-1829), koningin van Spanje
- 181. Maria Theresia, aartshertogin van Oostenrijk
- 182. Condesa de la Tour
- 183. María de las Mercedes Belvís de Moncada y Pizarro
- 184. María de los Dolores Diega Ramírez de Arellano y Olivares, 3. marquesa de Villacastel de Carrias
- 185. María Josefa de Salcedo Cañaveral y Cañas, marquesa de Vallecerrato, 8. duquesa del Parque
- 186. Luisa Joaquina Escrivá de Romaní y de Taberner
- 187. María Francisca Álvarez de Bohorques y Pérez de Barradas
- 188. María Antonia de Salazar y Álvarez de Toledo
- 189. Juana Jerónima Valcárcel y Alfaro, 6. condesa de Balazote
- 190. María de Guadalupe de Moncada y Berrio, I marquesa de San Román
- 191. Bruna Gutiérrez de los Ríos y Sarmiento de Sotomayor
- 192. María Rosa Gastón de Iriarte y Navarrete
- 193. María de las Angustias de Orozco y Bernuy
- 194. Maria Felisa Alliata
- 195. Maria Theresia di Asburgo, prinses van Modena
- 196. Maria Teresa, prinses van Savoye
- 197. Maria Ana, prinses van Savoye
- 198. Maria Cristina, prinses van Savoye
- 199. Isabel van Bourbon, infante van Spanje

## Derde honderdtal
- 200. Maria do Carmo Xavier Botelho de Portugal
- 201. Maria Teresa Frederica de Sousa Holstein
- 202. Maria Carolina, aartshertogin van Oostenrijk
- 203. Amalie Augusta, prinses van Beieren
- 204. Marie Thérèse van Bourbon, prinses van Frankrijk
- 205. Antónia Basília Herédia de Bettencourt
- 206. Louise de Bourbon-Artois
- 207. María de los Dolores de Araoz y Arredondo
- 208. María Antonia de Witte y Rodríguez de Alburquerque
- 209. Julia, prinses Tatischeff
- 210. Augustine Frédérique Joséphine du Bouchet de Sourches de Tourzel
- 211. Louise de Rosiéres-Sorans
- 212. Beatrice d' Amblimont, marquise de Delage
- 213. Isabel Antónia do Carmo de Roxas e Lemos Carvalho e Menezes
- 214. María del Carmen Bernuy y Aguayo
- 215. Luisa Teresa van Bourbon, infante van Spanje
- 216. Catherine Noel Verlée, madame de Talleyrand
- 217. María Manuela Vera de Aragón y Nin
- 218. María Eulalia de Queralt y Silva
- 219. Mariana Lombardo
- 220. Ana María Riccio
- 221. María de la Soledad Visitación Pacheco y Benavides

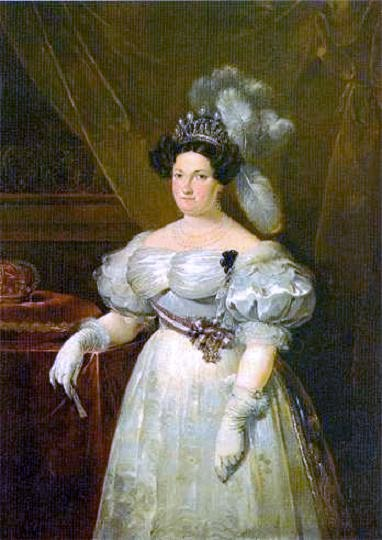
Maria Christina, de 222e dame en regentes van Spanje met het lint van de Maria-Luisa-Orde

- 222. Maria Cristina van de Beide-Siciliën. aame op 4 mei 1826
- 223. Antonieta van Bourbon, prinses van Bourbon-Sicilië
- 224. Amelia van Bourbon, prinses van de Beide Siciliën
- 225. Charlotte, prinses van Pruisen
- 226. Marie-Caroline de La Forest
- 227. Josefina van Bourbon, infante van Spanje
- 228. María Luisa de Carvajal y de Queralt
- 229. María Eulalia de Carvajal y de Queralt
- 230. Juliana Luisa Maria de Oyenhausen de Almeida, condesa de Oyenhausen-Graven
- 231. Emma (Manuela) Brochowsk
- 232. Joaquina Josefa de Carvajal y Manrique de Lara
- 233. Maria Teresa de Bourbon, infanta de España
- 234. Agata Gravina, Principessa di Palagonia e di Lercara
- 235. Bernarda Manso de Velasco y Chaves
- 236. María Josefa García de la Peña y Torres
- 237. Gabriela Caballero y Rebollo
- 238. María Bernarda Ortiz de Guinea y Terán
- 239. María de la Encarnación Josefa Ponce de León y Carvajal
- 240. María Amalia de Cron y de Witte
- 241. Giovanna Ruffo
- 242. Duquesa de San Martino
- 243. Vitória d' Aquino
- 244. Estefanía Moncada
- 245. María Josefa Gayoso de los Cobos y Téllez Girón
- 246. Carolina van Bourbon, prinses van de Beide Siciliën
- 247. Teresa van Bourbon, prinses van de Beide Siciliën
- 248. Ekaterina Mijailovna Potemkin
- 249. Augusta Carlota Riquet de Caraman
- 250. Isabella, koningin van Spanje
- 251. Francisca Pignatelli Cortés y Aragón
- 252. Joaquina Téllez Girón y Pimentel
- 253. Ramona Pardo de Figueroa Lanzós de Novoa
- 254. María del Rosario de Zayas Rejón y Arias de Saavedra
- 255. Francisca de Paula Taboada de Mendoza y López
- 256. Manuela Sagarra de Manuel de Villena
- 257. Maria Teresa Palafox
- 258. María de la Asunción-Dorotea-Guillermina La Boine de Berghe
- 259. María Vicenta de la Cerda y Palafox
- 260. María Francisca Núñez del Castillo y Montalvo
- 261. Agustina de Mendizábal e Irisarri
- 262. María Teresa Josefa de Ugarte y Risel
- 263. Luisa Felicidad Correa de Sotomayor
- 264. María Francisca de la Cabeza de Cascajares y Muñoz Serrano
- 265. María de los Dolores Pacheco y Gómez de Barreda
- 266. Ana Agapita de Valda y Teijeiro de Valcárcel
- 267. María Manuela Monserrat y Ester
- 268. Carlota La Grúa y Godoy
- 269. Victorina-Josefa Auriol
- 270. Luisa Fernanda van Spanje, jongere zuster van koningin Isabella II
- 271. Juana Ortiz de Rozas e Ibáñez de la Bárcena
- 272. Julia Gaetani
- 273. Maria Cristina van Bourbon, infante van Spanje
- 274. María del Pilar de Pando y Fernández de Pinedo
- 275. María Juliana Mollinedo y Cáceres
- 276. María Antonia de Anduaga y Siles
- 277. María Joaquina de Miranda y Sebastián
- 278. María del Carmen Gragera y Topete
- 279. María de la Concepción Ponce de Leon y Carvajal
- 280. Rosalia Ventimiglia y Moncada
- 281. María Trinidad Wall y Manrique de Lara
- 282. Carlota Luisa de Güemes y Muñoz de Loaysa
- 283. María de la Encarnación Álvarez de Bohorques y Chacón
- 284. María de los Dolores de Santisteban y Horcasitas
- 285. Inés Francisca de Silva y Téllez Girón
- 286. María del Pilar Gayoso de los Cobos y Téllez Girón
- 287. Mary de Bode-Kynnerlsey
- 288. Victoria, koningin van het Verenigd Koninkrijk van Groot-Brittannië en Ierland, keizerin van Indië.
- 289. María Teresa Fraga de Requena y Grases
- 290. Carolina, prinses van Sleeswijk-Holstein-Sonderburg-Augustenburg
- 291. María de la Concepción de Vegas y Toro
- 292. Maria, prinses van Hessen-Kassel
- 293. María Vicenta Moñino y Pontejos
- 294. Maria II, koningin van Portugal
- 295. Amélie de Beauharnais, prinses van Leuchtenberg
- 296. Amalia van Bourbon, infante van Spanje
- 297. Isabel María Roca de Togores y Valcárcel
- 298. Louise van Orléans, prinses van Frankrijk
- 299. Eugénia Francisca Xavier Teles da Gama

## Vierde honderdtal
- 300. María dos Prazeres Giráo de Sousa e Melo
- 301. María Magdalena Osés de Córdoba y Villahermosa
- 302. María Jacinta Martínez de Sicilia y Santa Cruz
- 303. Luisa María Fernández de Córdova y Alvarez de Bohorques
- 304. Manuela de Carvajal y Téllez-Girón
- 305. Juana María de la Vega y Martínez
- 306. Alejandra de Wlodeck
- 307. Helena van Mecklenburg-Schwerin, hertogin van Orléans
- 308. María de Caño Santo de Cepeda y Nonet
- 309. María Rosa de Alburquerque
- 310. María Luisa de Pange
- 311. María de las Angustias Fernández de Córdova y Pacheco
- 312. Lady Elizabeth Frances Villiers
- 313. María de la Candelaria Saavedra y Ramírez de Baquedano, 11ª condesa de Sevilla la Nueva
- 314. Luisa Carlota Sáenz de Viniegra y Velasco
- 315. Eusebia de Zafra Vázquez y Pérez del Cid
- 316. María Ramona Ozores y Valderrama
- 317. María de la Fuencisla de Artacho y Chaves
- 318. Louise-Cordélia Greffulhe
- 319. Eulalie Elise Dosne
- 320. María Luisa Ferrándiz Bendicho y Luzzi
- 321. María del Carmen Chacón y Carrillo de Albornoz
- 322. María Felipa de Carondelet y Castaños
- 323. María Magdalena Tecla Caballero y Terreros
- 324. Fernanda María de Silva y Téllez-Girón
- 325. Joaquina de Loaysa y Topete
- 326. Francisca Coello de Portugal y Ramírez
- 327. María de la Soledad Bernaldo de Quirós y Colón de Larreátegui
- 328. Rosa del Corro
- 329. María de la Concepción de Castro
- 330. Jacoba Ortiz de Taranco y Sáez de Nieto
- 331. María de los Dolores Traggia de Torres
- 332. María de la Encarnación de Cueto y Ortega
- 333. Maria Amélia van Bragança, prinses van Brazilië
- 334. Carolina Mortier de Trévise
- 335. Francisca de Brito Pinto

## Benoemingen in de 19e eeuw
- 336. María de los Dolores Panés de Borja y Fernández Buenache
- 337. Adelaida Maria O'Kelly y Castilla
- 338. Januária de Bragança, prinses van Brazilië
- 339. Maria Ana Luisa Filomena de Mendoça
- 340. Maria Teresa Margarida Horan FitzGerald
- 341. Joaquina del Corral y Arias
- 342. María Francisca de Villanueva y Sousa
- 343. Anna Paulowna, grootvorstin van Rusland, later koningin der Nederlanden.
- 344. María de Belén González de Larrínaga y Benítez
- 345. María de la Soledad Samaniego y Asprer
- 346. María Luisa Sánchez Pleytés y García de la Peña
- 347. María del Patrocinio Goicoolea y Ariza
- 348. María Juana Lassus y Vallés
- 349. María de la Concepción Ortiz de Sandoval y Arias de Saavedra
- 350. Isabel de Heredia y Livermoore
- 351. María del Pilar Juez Sarmiento y Mollinedo
- 352. María del Rosario Bernuy y Valda
- 353. Isabel Domínguez y Guevara
- 354. Manuela Domínguez Navas
- 355. María de la Soledad Bernuy y Valda
- 356. María de la Encarnación Fernández de Córdova y Álvarez de Bohorques
- 357. María de la Paz de Queralt y Bucarelli
- 358. María del Carmen Álvarez de Bohorques y Giráldez
- 359. María Ramona de Campos y Matheos
- 360. Rafaela Anzano y Parreño
- 361. Micaela de Frías y Altamirano
- 362. María de Uribe y Samaniego
- 363. María de la Paz Rodríguez de Valcárcel y O'Conry
- 364. María del Carmen Villavicencio y Pita da Veiga
- 365. Mariana de Miranda y Olmedilla
- 366. María del Rosario Valdés y Ramírez de Jove
- 367. María de la Candelaria Díaz de Riguero y Gutiérrez de la Concha
- 368. Maria Theresia, aartshertogin van Oostenrijk
- 369. Marie Alexandrine de Tascher; de familie Tascher was door Joséphine de Beauharnais, een geboren Tascher prominent geworden.
- 370. Manuela María Bargés y Petre
- 371. Francisca de Sales Portocarrero y Kirkpatrick
- 372. María de la Concepción Coello de Portugal y Ramírez
- 373. Gabriela del Alcázar y Vera de Aragón, 7ª duquesa de Sotomayor
- 374. Viktoria, Prinzessin von Sachsen-Coburg-Gotha
- 375. Eugénie Adélaïde Louise d' Orléans, vrouwe van Chartres
- 376. María de los Dolores Aguirre y Rosales
- 377. María de la O Jacoba Giráldez y Cañas
- 378. María del Carmen de la Pezuela y Ceballos
- 379. Isabel Josefa de Aranda y Salazar
- 380. Luisa Carlota de Pechpeyron de Cominges de Guitaut
- 381. María del Pilar de la Cerda y Gand-Vilain
- 382. Ana Jaspe y Macías
- 383. Nicolasa de Aragón y Arias de Saavedra
- 384. Joaquina Patiño y Ramírez de Arellano
- 385. Josefa Tudó y Catalán
- 386. María Manuela de Negrete y Cepeda
- 387. María Teresa Trejo del Campo
- 388. Maria de Africa Josefa Fernandez de Córdoba
- 389. María Dominga Bernaldo de Quirós y Colón de Larreátegui
- 390. María de la Encarnación Osorio de Moscoso y Ponce de León
- 391. Valerie de Beaufort-Spontin
- 392. Francisca Merino de la Cuadra
- 393. Antonia María Carcelén Ladrón de Guevara
- 394. María Buenaventura Bransí y Terrades
- 395. Francisca de Paula de Tovar y Peguera
- 396. María del Carmen de Ibarrola y Mollinedo
- 397. María Josefa Casilda de Ibarrola y Mollinedo
- 398. María de los Dolores de Chaves y Artacho
- 399. María del Rosario de Queralt y Bucarelli

## Vijfde honderdtal
- 400. Josefa de Ceballos y Álvarez de Faria
- 401. María de los Dolores de Urzáiz y de Castro
- 402. María Eduvigis Gutiérrez Vigil y del Castillo
- 403. María de la Encarnación Gayoso de los Cobos y Téllez-Girón
- 404. María de los Desamparados-Carmen Bernuy y Valda
- 405. Antonina Venegas de Saavedra y Torres
- 406. Luisa de Villanueva y Zayas
- 407. María Manuela de Godoy y Armendáriz
- 408. María de los Ángeles del Álamo y Algaba
- 409. Inés Blake y Tovar
- 410. Maria Carolina van Bourbon, prinses van de Beide Siciliën
- 411. Manuela Mon y Menéndez
- 412. Josefa Díaz Armero
- 413. María Teresa de Villalpando y San Juan
- 414. María de los Dolores Goicoolea y Ariza
- 415. María Teresa Tavira y Acosta
- 416. Josefa López Montenegro
- 417. María de la Soledad Vázquez Alcalá
- 418. María de la Concepción Goicoolea y Ariza
- 419. María de los Dolores de Contreras y Aranda
- 420. Eulalie de L'Espine
- 421. Alejandra Muñoz Sánchez
- 422. María de la Concepción Doz y Gordon
- 423. Felicia de Alvear y Fernández de Lara
- 424. Luisa Mitchell Meredith Read
- 425. María de la Concepción Aristizábal y Lacassaigne
- 426. María Cayetana de Acuña y Dewitte
- 427. Isabel Borrell y Lemus
- 428. María de los Dolores Perinat y Ochoa
- 429. María Josefa de Allendesalazar y Mazarredo
- 430. Petronila Livermore y Salas
- 431. María Teresa Chaves y Loaisa
- 432. María Antonia Godínez y Zea Bermúdez
- 433. Joaquina de Queralt y Bucarelli
- 434. María de los Dolores Gardoqui y Jarabeitia
- 435. María de los Dolores Mirasol y Bernad
- 436. María de los Dolores Serrano y Domínguez
- 437. María Benedicta de Castro Canto e Melo Pereira
- 438. María del Pilar Salvador y Udi
- 439. María del Carmen Quintana y Romo
- 440. Juana García Gómez
- 441. María del Rosario Izquierdo y Lassaleta
- 442. Teresa Romano y Rizo
- 443. María de los Dolores Gómez de la Serna y de las Casas
- 444. Manuela García de Molviedro
- 445. María Amalia Lambelin
- 446. Marie Susanne Oakey
- 447. Joaquina Bernaldo de Quirós y Colón de Larreátegui

Isabella, prinses van Asturië wapen (1874-1880) met de cordelière van een weduwe en de Maria-Luisa-Orde, ze was de 473e dame

- 448. Genoveva de Apéstegui y López de Gamarra
- 449. María Cristina de Sorróndegui y Martínez de Alcaide
- 450. María del Carmen Machín y Martínez de Alcaide
- 451. María de las Mercedes Manuel de Villena y Justiniani
- 452. María de la Concepción del Nero y Salamanca
- 453. Vicenta Salvador y Frías
- 454. María del Carmen de Guzmán y Caballero
- 455. Narcisa Martínez de Irujo y MacKean
- 456. María Julia Rebolledo de Palafox
- 457. Rosa López de Carrizosa y Dávila
- 458. Manuela Baltasara del Mazo y Blake
- 459. Ana Berroeta y del Villar
- 460. María Ana D' Adda
- 461. Crescencia de Aguirre-Solarte y Alcíbar
- 462. María Cristina Osorio de Moscoso y Carvajal, 12. duquesa de Sanlúcar la Mayor
- 463. María Isabel Francisca de Asís de Orleáns
- 464. Luisa Federica Juana Emmy de Zesterfleth
- 465. Fausta González-Torres de Navarra y Álvarez de Bohorques
- 466. María de los Ángeles Soler y Lacy
- 467. Sabina Benítez de Parejo
- 468. Teresa Colonna
- 469. Fernanda de Villarroel y Goicoolea
- 470. María de las Mercedes Alcalá Galiano y Valencia
- 471. Maria Amália d' Orléans, infante van Spanje
- 472. María Narcisa de Pastors y de Sala
- 473. Maria Isabella van Spanje
- 474. María Cristina van Orléans, infante van Spanje

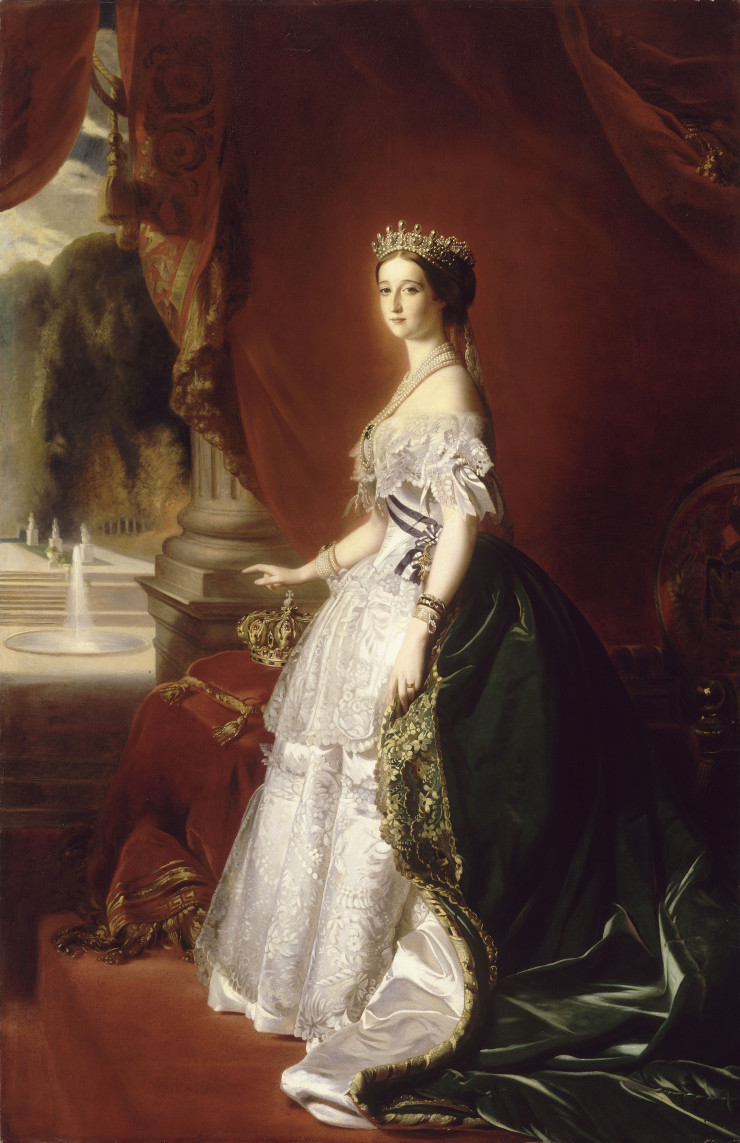
Eugénie; keizerin der Fransen met de Orde van Maria-Luisa

- 475. María Eugenia Palafox y Kirck Patrick de Guzman, keizerin van Frankrijk
- 476. Margarita Teresa van Bourbon
- 477. Alice di Borbone, prinses van Parma
- 478. Louise Genthner
- 479. Fernandina Montenegro y Cogordan
- 480. Isabel Prieto-Tirado y Rañón
- 481. Isabel Amalia
- 482. Ana María de Sevilla y Villanueva
- 483. Leocadia de Echagüe y Aracues
- 484. María del Carmen Ozores y Mosquera
- 485. Isabel van Bragança, keizerlijk prinses van Brazilië
- 486. María de los Dolores Tosta González
- 487. Maria Ana van Bragança, infante van Portugal
- 488. Eugénia de Saldanha de Oliveira e Daun
- 489. María Joaquina de Miranda y Rivas
- 490. María del Rosario de Areizaga y Magallón
- 491. María de los Dolores Collado y Echagüe
- 492. María Luisa Álvarez de las Asturias Bohorques y Giráldez
- 493. Inés de Silva
- 494. Luisa Napoleona Mouton de Lobau
- 495. Gertrudis Enríquez y Sequera
- 496. María de la Concepción de Castañeda y Neve
- 497. Antónia de Bragança, infanta de Portugal
- 498. María Isabel Queipo de Llano y Gayoso de los Cobos
- 499. Carolina, prinses Vasa

## Zesde honderdtal
- 500. Francisca de Paula de Agüero y González
- 501. María Ana Catalina de Ricci
- 502. Antonia Domínguez y Borrell
- 503. Maria, Prinzessin von Preussen
- 504. María de los Dolores Bonilla y Valdivia
- 505. Cristina Gordon y Prendergast
- 506. Anna Isabella von Bocholtz-Asseburg
- 507. Josefa Rosa de Amorim
- 508. Maria de Orléans, infanta de España
- 509. Rosa de Losada y Miranda
- 510. María Amalia Justiniani y Núñez de Castro
- 511. María Teresa Riquelme y Arce
- 512. Ángela Muñoz de Salazar y Martorell
- 513. Caralampia Arizcun y Flórez
- 514. Gorgonia de Entrala y Férriz de Guzmán
- 515. Maria, prinses van Hessen und bei Rhein
- 516. Charlotte de Brunnon
- 517. Luisa-Juana de Croÿ
- 518. Rafaela Domínguez y Navas
- 519. Condesa de Demoulins
- 520. María del Rosario Fernández de Santillán y Valdivia
- 521. Baronesa de Malsen
- 522. Francisca Javiera Osborne y Böhl de Faber
- 523. Isabel Álvarez de Toledo y Silva
- 524. Clémentine, prinses van Orléans
- 525. Charlotte, prinses van België
- 526. Clotilde, prinses van Savoye
- 527. María de los Dolores de Cárdenas y Orozco
- 528. Isabel de León e Ibarrola
- 529. María del Pilar de Villanueva y Carbonell
- 530. María del Rosario Desmaissiéres y Fernández de Santillán
- 531. María Isabel de la Pezuela y Ceballos
- 532. María Josefa del Corral y Suelves
- 533. María del Pilar de Chaves y Loaysa
- 534. María del Pilar de Liñán y Fernández
- 535. María Teresa León y Cobos
- 536. Joaquina de Silva y Fernández de Córdova
- 537. Sofía Moscoso de Altamira y Taboada
- 538. María del Carmen Pascual del Pobil y Ponce de León
- 539. María Ana de Dusay y de Fivaller
- 540. Sophie, prinses van Württemberg, koningin der Nederlanden, groothertogin van Luxemburg.
- 541. Baronesa de Wendland
- 542. María de las Angustias de Zuloaga y Alvarado
- 543. María de la Paz Ximénez de Bagüés
- 544. María Ramona Sánchez Arjona y Jaraquemada
- 545. Manuela de la Paciencia Fernández de Córdova y Güemes
- 546. Jacoba Valdés e Inclán
- 547. Matilde de Carondelet y Donado
- 548. Inés Patiño y Osorio
- 549. María Josefa Coello de Portugal y Quesada
- 550. Albina Tresserra y Thompson
- 551. Matilde Díaz Trechuelo y Ostman
- 552. Marie Sophie Amalie in Beieren, hertogin in Beieren, koningin der Beide Siciliën
- 553. María del Carmen Lucía de Acuña y Dewitte, 9. marquesa de Castrofuerte
- 554. Julia Grund
- 555. María de las Mercedes Pérez del Pulgar y Fernández de Córdoba
- 556. Agustina van Halen y Lasquetty
- 557. Ana del Castillo de Souza
- 558. Amalia de Heredia y Livermore
- 559. Mariana Georgina Pereira Palha de Faria Lacerda
- 560. Julia Trophimovna Baranov
- 561. María Serafina de Montalvo y Cárdenas
- 562. Maria de las Mercedes d' Orléans
- 563. Isabel Barutell y Bazzoni
- 564. Jean de Tolstoy
- 565. Francisca de Allendesalazar y Loizaga
- 566. Paula de Orúe y Bajos
- 567. Mathilde, prinses van Beieren
- 568. Elena Alcalá-Galiano y Valencia
- 569. Adelaida de Guzmán y Caballero
- 570. María del Carmen Pizarro y Ramírez
- 571. Rosa Prendergast y Gordon
- 572. María Celestina Balez y Goicoechea
- 573. María de los Desamparados Muñoz y Borbón
- 574. María de los Milagros Muñoz y de Borbon, marquesa de Castillejo
- 575. María Cristina Muñoz y Borbón, 1. marquesa de la Isabela
- 576. Laureana Díaz de Mendoza y Valcárcel
- 577. María de los Dolores Díaz de Mendoza y Valcárcel
- 578. Maria del Pilar de Borbon, infanta de Espanha
- 579. María del Pilar de Zavala y Guzmán
- 580. Emilia Hegnauer
- 581. Amalia Núñez de Castro y Arizabalo
- 582. María del Carmen Fernández de Córdova y Álvarez de Bohorques
- 583. Carlota Sáenz de Viniegra y Velasco
- 584. Francisca Tacón y Aché
- 585. María Josefa de Silva y Téllez-Girón, prinses van Anglona
- 586. María de la Encarnación O'Lawlor y Caballero
- 587. María de los Dolores Cistué y Bernaldo de Quirós
- 588. Auguste Ferdinande, aartshertogin van Oostenrijk-Toscane
- 589. María de los Dolores Garcés de Marcilla y Heredia
- 590. Francisca de Pando e Iglesias
- 591. María Blanca Fernández de Córdova y Álvarez de Bohorques
- 592. Joaquina de Pedro y Nash
- 593. Maria de la Paz van Bourbon, infante van Spanje
- 594. María de la Cruz Álvarez y Alonso
- 595. Vicenta Fernández de Luco y Santa Cruz
- 596. Vicenta Gutiérrez de la Concha y Fernández de Luco
- 597. Carolina Gutiérrez de los Ríos y Rodríguez-Guerrero de Luna
- 598. María del Carmen Cabeza de Vaca y Diosdado
- 599. Fernanda Gavarre y Pérez del Pulgar

## Zevende honderdtal
- 600. Josefa de Arce y Muñoz-Flores
- 601. Gisela, Erzherzogin von Österreich
- 602. María Josefa de Cárdenas y Beitia
- 603. María de Jesús de Herrera y Herrera
- 604. Georgina Manvers Manby
- 605. María Matilde de Saint Cricq
- 606. Leopoldina van Bragança, prinses van Brazilië
- 607. Maria Henriette, aartshertogin van Oostenrijk
- 608. Octavia de Saavedra y Cueto
- 609. Maria de la Esperanza Pérez de Tafalla y Zuloaga
- 610. Maria de la Anunciación Isabel Filomena
- 611. Marie van Saksen-Altenburg, koningin van Hannover
- 612. Maria Isabel Luisa Amalia Elvira Blanca Leonor
- 613. Ludovica Guillermina
- 614. Maria de la Concepción de Herrera y Ayala
- 615. Joaquina Garcia Vicuria
- 616. Ramona Dolores Cortés y Bautista
- 617. Felisa Blanco y Guerrero
- 618. Matilde Cervetto y Blanco
- 619. Maria de Gracia Ladoux y Bonal
- 620. Eulalia van Spanje
- 621. Lucia Borchgrave d'Altena
- 622. Maria del Carmen Matheu-Arias-Dávila y Carondelet
- 623. Maria del Buen Consejo de Losada y Fernández de Liencres
- 624. María Servelloni
- 625. María de Aguilera y Santiago de Perales
- 626. Ana Debelle
- 627. Paula van der Linden d'Hooghvorst
- 628. Ana Micaela Guerrero
- 629. Teresa Carlota Mariana Augusta
- 630. María de los Dolores Remisa y Rafo
- 631. Josefa Godoy de Lara
- 632. María Francisca de Borja Fernández de Córdova y Bernaldo de Quirós
- 633. María de la Concepción Fernández de Córdova y Campos
- 634. Emilia PáezJaramillo y Vicente
- 635. Maria Elvira Fernández de Córdova y Álvarez de Bohorques
- 636. Maria de la Concepción Aguado y Flores
- 637. Ana de Francisco-Martín y Orrantia
- 638. María Cristina Osorio de Moscoso y Borbón
- 639. María de la Asunción Sanchiz y Castillo
- 640. Sara Castilla y Gómez de Cádiz
- 641. Luisa de Salamanca y Negrete
- 641. María Luisa Salamanca y Begrete
- 642. Maria Pia, prinses van Savoye
- 643. Anne, prinses Murat
- 644. Maria Leonor Crescencia Catalina de Salm-Salm
- 645. María del Carmen de Aguirre-Solarte y Alcíbar
- 646. Joaquina Fidalgo y Aguirre
- 647. Maria de los Dolores de Bustos y Riquelme
- 648. Maria de los Dolores Pizarro y Ramírez
- 649. Joaquina de Samaniego y Lassús
- 650. Ana Maria Pérez de Vargas y Castrillo
- 651. Gabriela Antonieta
- 652. Ramona Garcia y Carrera
- 653. Juana de Zavala y Guzmán
- 654. Genoveva Samaniego y Pando
- 655. Elisa Bayne
- 656. Maria Josefa Marín y San Martín
- 657. Enriqueta María Roca de Togores y Corradini
- 658. Mariana Fernández de Córdova y Vera de Aragón
- 659. María de los Dolores de Múxica y Uribe
- 660. Filomena Fernández de Henestrosa y Santisteban
- 661. María de la Encarnación Pacheco y Garcia
- 662. María de la Encarnación Pacheco y Garcia
- 663. Carlota Isabel Maria Smith
- 664. María Grimanesa de Zavala y Guzmán
- 665. María de los Remedios Chacón y Romero de Cisneros
- 666. María Isabel Sofía Valera y Alcalá-Galiano
- 667. Maria da Conceição de Castro Quintela Emauz
- 668. Condesa de Sousa
- 669. Teresa Francisca de Mello de Silva
- 670. Teresa Francisca de Melo Breyner Sousa Tavares e Moura, 2ª condessa de Melo, 20ª senhora de Melo
- 671. Gabriela Isabel de Sousa Coutinho, 2ª marquesa do Funchal
- 672. María de Gracia Lasso de la Vega y Quintanilla
- 673. María dei Pilar Álvarez de Toledo y Álvarez de Toledo
- 674. Fanny Erskine Inglis
- 675. Pascualá Mayáns y Enríquez de Navarra
- 676. Maria de Almeida Portugal
- 677. Maria de Lima
- 678. Luisa de Lilien
- 679. Ana de Gregorio
- 680. María de los Dolores Alberni y Carro
- 681. María Josefa Medrano y Maldonado
- 682. María de la Purificación de Pineda y Apéstegui
- 683. Josefa Jaspe Macias
- 684. Josefa Gaviria y Alcova
- 685. Carlota de Pando y Mofino
- 686. Dofa Inés Sanz de Vallés y Monserrat
- 687. Águeda Bernaldo de Quirós y Colón de Larreátegui
- 688. Maria Francisca Escrivá de Romaní y Dusay
- 689. Maria de las Mercedes de Heredia y Zafra-Vázquez
- 690. Maria de la Merced de Ferrer y de Manresa
- 691. Josefa Sangro
- 692. Jacinta Gutiérrez de la Concha y Fernández de Luco
- 693. Isabel Alvarez y Montes
- 694. María de la Soledad Fernández de Córdova y Aguilar
- 695. Ramona Valledor Cião
- 696. Maria de las Mercedes de Fivaller y Centurión
- 697. María Antonia Josefina Leopoldina de Borbón
- 698. María Isabel de Lorena y Borbón
- 699. Victoria Colonna y Alvarez de Toledo

## Achtste honderdtal
- 700. María Inmaculada Luisa van Bourbon
- 701. María de las Gracias Pia van Bourbon
- 702. María Ana de Sarna y Albis
- 703. Hoshiar Walda Pasha
- 704. Antonia González Echevarría
- 705. D. Maria Teresa de Assis Mascarenhas
- 706. Maria Francisca de Paula Orta
- 707. Teresa Gravier
- 708. Rosa Biester
- 709. Luisa María Rogier
- 710. María Verasis di Castiglione
- 711. Inés Millet d'Arvillars
- 712. Natalia di Striano di Sangro
- 713. Ana Negrotto-Cambiaso
- 714. D. Maria Luisa de Sousa Holstein, 3ª duquesa de Palmela
- 715. Laura Acton
- 716. María-Studholmina Hodgson
- 717. Carlota, nobile Richetta de Valgorja
- 718. Cecilia Benoist de Lostende
- 719. María Arborio di Gattinara
- 720. Teresa de Baviera y de Honor y Devoción
- 721. María Isabel de Sajonia
- 722. Margarita María Teresa
- 723. María de Hohenzollern-Sigmaringen
- 724. Alexandra, prinsesse til Danmark
- 725. Elena Wededing
- 726. Maria Josefa Mariátegui y Compton
- 727. María de la Paz Barbadillo
- 728. María Antonia Ros de Olano y Quintana
- 729. Nicolasa Gallo de Alcántara y Sives
- 730. Gabriela de Anduaga y Mejía
- 731. Isabel de La Croix de Castries
- 732. Luisa de Koudriafsky
- 733. Séverine Rosalie de Löwenthal
- 734. Francisca Ramírez y Maroto
- 735. Edesia Aquavera y Arahuete
- 736. María Isabel Manuel de Villena y Álvarez de las Asturias-Bohorques
- 737. Federica Luisa Enriqueta de Riegels
- 738. Maria del Carmen Hernández Espinosa de los Monteros
- 739. María de los Dolores Balanzat y Bretagne de Carrión
- 740. María del Amparo Sorróndegui y Martinez-Alcaide
- 741. Matilde de Altuna y López
- 742. Maria del Rosario de Giles y Rivero
- 743. Maria de las Nieves Rodríguez de Arellano y Armendáriz
- 744. Maria Isabel Nieulant y Villanueva
- 745. María del Pilar Arias-Quiroga y Escalera
- 746. María Ana Catalina Richards
- 747. María Jacinta Orlando e Ibarrola
- 748. Doi-ia Elvira Balez y de la Quadra
- 749. María Carolina Luisa Cristina
- 750. Adela-Matilde Helbert
- 751. Teresa Carralón y La Rúa
- 752. María de los Ángeles de Rivera y Olavide
- 753. Enriqueta de Zea Bermúdez y Navarro
- 754. Margarita Larios y Martínez de Tejada
- 755. Amada Batiz de Uribarren
- 756. Katharine, countess Kenderffy de Malowitz
- 757. Isidra de Quesada y Gutiérrez de los Ríos
- 758. Louise-Marguerite de Ward
- 759. Melania de Champs de Saint-Léger
- 760. Balbina Monserrat y Marcos
- 761. Sofia Sergeievna Troubetzkoy
- 762. Maria Josefa de Arteaga y Silva
- 763. Isabel Daguerre y Garreta
- 764. María dei Pilar de Guzmán y de la Cerda
- 765. María de las Angustias de Arizcun y Heredia
- 766. María Luisa de Sotto y Campuzano
- 767. Leonor Rigalt y Muns
- 768. Josefa Castrillón y Mesa
- 769. Micaela Aramburu Silva
- 770. María de Brignole-Sale
- 771. Emilia Clara MacDonald
- 772. Alicia Lister de Borthwick
- 773. Luisa Guillermina Federica Carolina Augusta Julia
- 774. Josefa dei Aguila y Ceballos
- 775. Maria Celina Alfonso y Aldama
- 776. onbekend
- 777. Honorina Baamonde y Ortega
- 778. Laura Brunetti y Gayoso de los Cobos
- 779. Enriqueta Cabarrús y Kirkpatrick, Condesa de Nava de Tajo
- 780. Faustina Casado y Posadillo
- 781. María Belén de Echagüe y Méndez de Vigo
- 782. María del Carmen Gutiérrez de la Concha y Fernández de Luco
- 783. Ramona Hurtado de Mendoza y Ruiz de Otazu
- 784. Elena Moulton
- 785. Maria del Pilar Jordán de Urríes y Ruiz de Arana
- 786. Victoria de los Santos Avilés y Dorticós
- 787. Maria Josefa de Vargas y Díez de Bulnes
- 788. Victoria Adelaida Maria Luisa
- 789. María Luisa Carlota de Barroeta-Aldámar y González de Echávarri
- 790. Josefa Collado y Ranero
- 791. María del Rosario Téllez-Girón y Fernández de Velasco
- 792. Josefa Caballero y Muguiro
- 793. Carolina Lasquetty y Castro
- 794. Gabriela Manuela Chapman y Randolph
- 795. Anna, prinses van Pruisen
- 796. Manuela Castarión Posada
- 797. María Josefa Ruiz del Burgo y Basabrú
- 798. Rosa de Bustos y Riquelme
- 799. Constança Maria de Figueiredo Cabral da Camara

## Negende honderdtal
- 800. Josefa Pimentel de Menezes Brito do Rio
- 801. Eulalia de Solms
- 802. Luise, prinses van Pruisen
- 803. María de los Dolores de Abarzuza y Saris
- 804. Inés Goiri
- 805. Maria Christine van Oostenrijk
- 806. Isabel Francisca Maria
- 807. Gabriela de Pallavicini
- 808. Maria Melania Lucila Jullienne de Jaurés
- 809. Maria Luisa de Carvajal y Dávalos
- 810. María del Rosario Falcó y Osorio
- 811. Caralampia Méndez de Vigo y Arizcun
- 812. Emma van Waldeck-Pyrmont, koningin der Nederlanden
- 813. Maria Theresia, aartshertogin van Oostenrijk-Este
- 814. Thyra, prinses van Denemarken
- 815. Helene, hertogin in Beieren
- 816. Maria de las Mercedes van Spanje, prinses van Asturië
- 817. Maria Eulalia Osorio de Moscoso y Carvajal
- 818. Isabel de Vinent y O'Neill
- 819. Isabel de Orovio y Fernández de Urrutia
- 820. Maria da Assunção da Mata de Sousa Coutinho, 1ª marquesa de Penafiel
- 821. María de las Mercedes de Ajuria y Munar
- 822. María de Heredia y Livermore
- 823. María de la Concepción O'Farrill y Montalvo
- 824. Joaquina Domínguez y Puente
- 825. Luisa-Helena Autard de Bragard
- 826. María Rafaela de Miorio y Urra
- 827. Felisa Ozores y Mosquera
- 828. Antonia Rodríguez de Valcárcel y Castillo
- 829. Stéphanie van België
- 830. Auguste Viktoria, prinses van Sleeswijk-Holstein-Sonderburg-Augustenburg
- 831. Teresa, comtesse Durkheim Montmartin
- 832. Elena Hano y Mac-Mahon
- 833. Maria de los Dolores Madan y O'Sullivan
- 834. Marie Louise Amélie, comtesse Green de Saint Marsault
- 835. Elisabeth van Wied, prinses zu Wied
- 836. Anne Zoé Bernex Philipon
- 837. Trinidad de Vargas y Díez de Bulnes
- 838. María del Rosario Losada y Fernández de Liencres
- 839. María dei Rosario Pérez de Barradas y Fernández de Córdoba
- 840. D. Ana de Sousa Coutinho de Mendoça
- 841. D. Eugénia Xavier Teles da Gama, 2ª marquesa de Unhão
- 842. Leopoldina D' Adda
- 843. Aline Correia Henriques
- 844. Teresa Caracciolo
- 845. Maria Theresia van Bourbon, infante van Spanje
- 846. Livia Carafa della Stadera
- 847. Grootvorstin Olga Constantinovna van Rusland
- 848. Virginia Coronado y Romero de Tejada
- 849. María Sánchez de Marcos
- 850. Antonia Laura Alberti y Caro
- 851. Olga Luisa Margarita de Feltz-Raasfelt
- 852. Amalia Isabel Carlota, countess piper
- 853. Edla Luisa Carolina Augusta, countess Wirsen
- 854. Sofía Guillermina van Nassau
- 855. Viktoria, prinses van Baden
- 856. Isabelle, prinses van Croÿ
- 857. Sofía Josefa Zulueta y Wilcox
- 858. María de la Concepción Castillo y Ramírez de Arellano
- 859. Ana María Cristina Chico de Guzmán y Muñoz
- 860. Elvira, prinses van Beieren
- 861. Ofresia Emma Ysaure
- 862. Louise van Zweden, prinses van Zweden
- 863. Agata de Nazar-Aga
- 864. Rosa de Plazaola y Limonta
- 865. Bernardina López de la Torre Ayllón y Jaspe
- 866. María de las Mercedes de Retortillo y Díez
- 867. Amélie d' Orléans, prinses van Frankrijk
- 868. María Isabel Ruiz de Arana y Osorio de Moscoso
- 869. María del Milagro de Lara y Sanjuán
- 870. Teresa de Elío y Arteta
- 871. Dagmar, prinses van Denemarken
- 872. Leonora, barones Rothschild
- 873. Evelyn Peers Williams
- 874. Natalia Terry y Dorticós
- 875. Ramona de Anduaga y Mejía
- 876. Maria Theresia, aartshertogin van Oostenrijk
- 877. Maria Emília Cancela Seabra
- 878. María de los Dolores Delavat y Areas
- 879. Francisca Jacinta Nogueira da Gama
- 880. Grootvorstin Maria van Rusland
- 881. Mariana Margarida de Sequeira Barreto
- 882. Rita Pessoa de Barros e Sá
- 883. María Antonia Fernández de Córdova y Bernaldo de Quirós
- 884. Rosalía Caro y Álvarez de Toledo
- 885. Casilda de Salabert y Arteaga
- 886. Beatrice, prinses van het Verenigd Koninkrijk
- 887. Dolores María de Agramonte y Zayas-Zamudio
- 888. Franziska Seraphica, Gräfin von Herberstein
- 889. Elisa Uriburu y Uriburu
- 890. Yoshiko Hidenka
- 891. María Matilde de Campos y Cervetto
- 892. María de la Natividad Quindós y Villarroel
- 893. Olga Andreievna Rostoptchin
- 894. Alexandra van Baden
- 895. María Flora de Lemery y Ferrer
- 896. Rosa de Arístegui y Doz
- 897. Guillermina Elena Paulina
- 898. Amalia de Rábago y Hornedo
- 899. María de la Paz Daguerre y Garreta

## Tiende honderdtal
- 900. María Manuela del Arroyo y Moret
- 901. Maria del Pilar van Beieren
- 902. Hertogin Maria van Mecklenburg-Schwerin
- 903. Aartshertogin Luisa Antonia María van Oostenrijk
- 904. Pauline, Freiherrin von Hoffmann
- 905. María del Carmen Romero Castelló
- 906. Elizabeth Wadsworth Van Rensselaer
- 907. Isabel Francia y Carrió
- 908. Elena Sarasin y Thomas
- 909. Josefa Sandoval de Vasconcellos
- 910. Juana de la Puente y Risco
- 911. María del Socorro García de Paredes y Argüelles
- 912. María del Pilar de León y de Gregorio
- 913. María del Carmen Rodríguez-Avial y Lloréns
- 914. Joana Rebelo de Chaves
- 915. Maria Lívia Ferrari Schindler
- 916. Alicia Tecla Luisa von Wagner
- 917. Paulina de Metternich-Winnebourg
- 918. Felicia de Clary Aldringen
- 919. Hélène, prinses van Orléans
- 920. María del Carmen Martel y Arteaga
- 921. María de la Encarnación Fernández de Córdoba y Carondelet
- 922. María Antonia-Consuelo Manuel de Acuña
- 923. Matilde de León y de Gregorio
- 924. Adelina Douglas de Drummond Wolff
- 925. Alexandra van Hessen, prinses van Hessen und bei Rhein
- 926. Silvia Álvarez de Toledo y Gutiérrez de la Concha
- 927. Elena Vincent Scagrave
- 928. Ana Germana Bernaldo de Quirós y Muñoz
- 929. Isabel de la Pezuela y Ceballos
- 930. Joaquina Angela Rebolledo de Palafox y Guzmán
- 931. María de los Dolores Salabert y Arteaga

- 932. Maria in Beieren
- 933. Sovabha Phongsri van Thailand
- 934. Umeko Ito
- 935. Leonia Beeckman de Crayloo

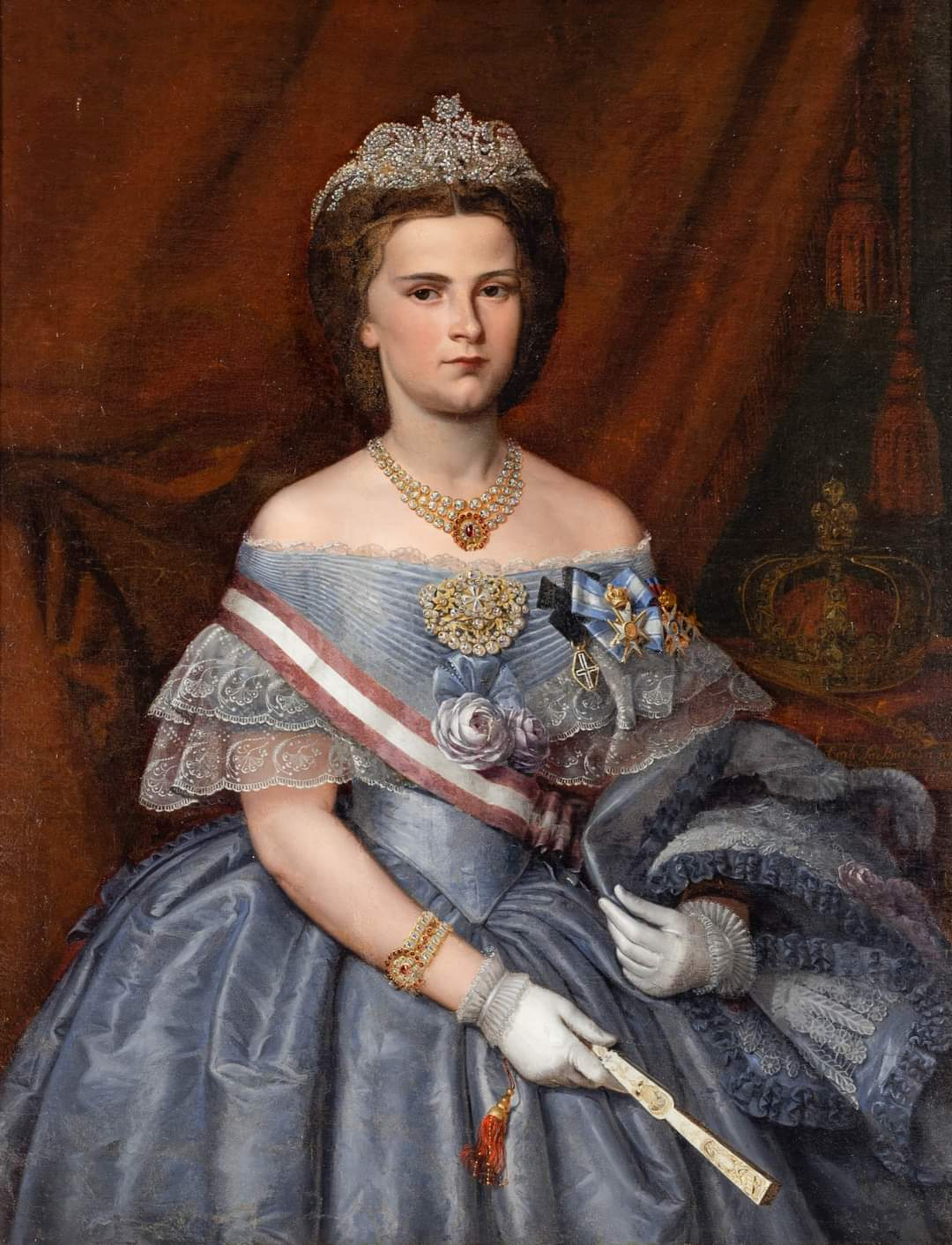
Maria in Beieren met het lint van de orde en de strik van de Beierse Theresia-Orde

- 936. María del Pilar Loreto Osorio y Gutiérrez de los Ríos
- 937. Juana Piñeyro y Echeverri
- 938. María de los Dolores Desmaissiéres y Fernández de Santillán
- 939. Luisa Pérez de Guzmán el Bueno y Gordón
- 940. Josefa Fernández Durán y Caballero
- 941. María de la Concepción de Arteaga y Gutiérrez de la Concha
- 942. Carlota Espinosa de los Monteros y Guisasola
- 943. María Isabel de Orleáns
- 944. Ángela Roca de Togores
- 945. Helena, prinses van Montenegro
- 946. Emma von und zu Daun
- 947. Enriqueta de Mailly de Nesle
- 948. Geneviève de Liedekerke
- 949. María del Patrocinio Patiño y Mesa
- 950. Juana Ruiz de Arana y Saavedra
- 951. Amalia Loring y Heredia
- 952. María Manuela de Urbina y Ceballos-Escalera
- 953. Magdalena Brackembury y Mac Guilloway
- 954. María Teresa Durris
- 955. María de la Fuencisla Bernaldo de Quirós y Muñoz
- 956. D. Helena Maria Domingas de Sousa Holstein, 4ª duquesa de Palmela
- 957. D. Mariana das Dores de Melo e Abreu Soares de Brito Barbosa Palha de Vasconcelos Guedes, 4ª condessa de Murça
- 958. Isabel Alfonsa de Borbón y de Orléans
- 959. María de la Concepción Girón y Aragón
- 960. Tomasa Pignatelli de Aragona Cortés
- 961. Cecilia van Mecklenburg, de laatste Duitse kroonprinses
- 962. Maria Josephe van Saksen
- 963. María del Rosario González de la Riva y Trespalacios
- 964. María Gayón y Barrié
- 965. Antonia Franco e Iglesias
- 966. Isabel Armada y Fernández de Córdoba
- 967. María Teresa de Muguiro y Cerragería
- 968. María de los Desamparados Bernaldo de Quirós y Muñoz
- 969. María de las Angustias Martos y Arizcun
- 970. Narcisa Martos Arizcun
- 971. María de la Encarnación de Silva y Carvajal, condesa del Puerto
- 972. María del Pilar de Sentmenat y Patiño
- 973. María del Milagro de León y Liñán
- 974. María del Rosario Rodríguez de Rivas y de la Gándara
- 975. María de la Encarnación de Pablo y Llorente
- 976. Victoria Eugénie van Battenberg, prinses van Battenberg, koningin van Spanje
- 977. Nadine d'Ozerow
- 978. Eugénie Marie Thérèse Cambon, de echtgenote van de Franse ambassadeur Jules Martin Cambon
- 979. Eugénia Teles da Silva, 12ª condessa de Tarouca
- 980. Isabel Juliana de Saldanha da Gama
- 981. María del Carmen Díaz de Mendoza y Aguado
- 982. Isabel de Silva y Carvajal
- 983. Virginia López de Chicheri y García-Caro
- 984. María Calderón y Ozores
- 985. Luisa Francisca de Orléans
- 986. Aartshertogin María Dorotea van Oostenrijk
- 987. Winifred Dallas-Yorke
- 988. María de la Concepción Roca-Tallada y Castellano
- 989. Julia Herrera y Herrera
- 990. Ana Enriqueta de Olano y Loyzaga
- 991. María de la Ascensión González-Neira y Somoza
- 992. Luise Margarethe, Prinzessin von Preussen
- 993. María de la Trinidad von Scholtz-Hermensdorff
- 994. Fernanda de Salabert y Arteaga
- 995. María del Carmen Hurtado de Zaldívar y Heredia
- 996. Berenguela Collado y del Alcázar
- 997. María del Pilar Caro y Szechenyi
- 998. Felicia Bolivia de Francisco-Martín y Orrantia
- 999. María de Belén Rojas y Darnell

## Elfde honderdtal
- 1000. Ana Girona y Vidal
- 1001. Marie-Therese, vorstin van Pless
- 1002. Aartshertogin Maria Anunciada van Oostenrijk
- 1003. Aartshertogin Maria Christine van Oostenrijk-Teschen
- 1004. María Josefa Brusi y García
- 1005. Rosa Reig y Martí
- 1006. Victoria-Esperanza Mateo-Sagasta y Vidal, 1. condesa de Sagasta
- 1007. Maria van Saksen-Coburg en Gotha
- 1008. Truchsess von Weltzhausen
- 1009. Helena, prinses van Sleeswijk-Holstein-Sonderburg-Augustenburg
- 1010. Itsuko Nashimoto no Miyahi
- 1011. María de la Visitación-Mencía de Collado y del Alcázar
- 1012. María Emilia Torres de Itambi
- 1013. María de los Ángeles Bernar y Llácer
- 1014. María Victoria Montero-Ríos y Villegas
- 1015. Tsuneko no Miya-hi Fushimi
- 1016. Elisabeth, Herzogin in Bayern
- 1017. Emilia Carreras e Iragorry
- 1018. Constance Edwina Cornwallis-West, hertogin van Westminster
- 1019. Josefa Bouquet Roldán
- 1020. María del Carmen López Andrés
- 1021. María de la Concepción de Azlor de Aragón y Hurtado de Zaldívar
- 1022. María Africa de Carvajal y Quesada
- 1023. Isabel de Iranzo y Daguerre
- 1024. María de la Trinidad García-Sancho y Zavala
- 1025. María de la Concepción Brunet y Echagüe
- 1026. Beatrice van Saksen-Coburg en Gotha
- 1027. Lucía Ozores y Saavedra
- 1028. Helen Manchester Gates
- 1029. María Josefa Argüelles y Díaz
- 1030. María de la Concepción Benítez Ruiz
- 1031. Aartshertogin Elisabeth van Oostenrijk-Teschen
- 1032. Aartshertogin Maria Alice van Oostenrijk-Teschen
- 1033. Aartshertogin Gabriela van Oostenrijk
- 1034. María del Carmen Fernández de Córdoba y Pérez de Barradas
- 1035. Josefa Manzanedo e Intentas
- 1036. Viktoria Luise van Pruisen, de enige dochter van Wilhelm II van Pruisen
- 1037. Angélica Siciliano
- 1038. Carlota-Maximiliana Escandón y Barron
- 1039. Petronila Salamanca y Hurtado de Zaldívar
- 1040. Mary-Anne-Kathleen-Emily Bulkeley-Williams
- 1041. María del Pilar Gayoso de los Cobos y Sevilla
- 1042. Victoria Melita, Prinzessin von Sachsen-Coburg-Gotha
- 1043. María Salvadora Bermúdez de Castro y Díez
- 1044. Isabel de Guillamas y Caro
- 1045. Casilda Fernández de Henestrosa y Salabert
- 1046. María de la Concepción de Allendesalazar y Bernar
- 1047. Paulina María de la Concepción Bauer y Morpurgo
- 1048. María del Carmen García-Loygorri y Murrieta
- 1049. Teresa Fernández de Villalta y Coca
- 1050. María Luisa de Silva y Fernández de Henestrosa
- 1051. María de la Concepción de Heredia y Grund
- 1052. María Inés de la Gándara y Plazaola
- 1053. Emilia Pardo-Bazán y de la Rúa Figueroa
- 1054. María Codorníu y Bosch
- 1055. María de los Dolores Armero y Peñalver
- 1056. Juana Bertrán de Lis y Gurowsky
- 1057. Margarita Bertrán de Lis y Gurowsky
- 1058. María del Carmen Barrenechea y Montegui
- 1059. María de la Concepción Camacho y Díaz-Durán
- 1060. Sadako Hidenka
- 1061. Matilde de Ulloa y Calderón
- 1062. María de los Dolores Vallier y García-Alessón
- 1063. Ana de Osma y Zavala
- 1064. María Luisa López y Nieulant
- 1065. Ramona López de Ayala y del Hierro
- 1066. María de los Dolores Chávarri y Salazar
- 1067. María del Carmen de Amar de la Torre y Bauzá
- 1068. María de las Mercedes Bosch y Bienert
- 1069. María de la Concepción Fernández-Durán y Caballero
- 1070. Matilde Álvarez Moya
- 1071. Petronila Pombo y Escalante
- 1072. Luisa Marcotte de Quisiéres
- 1073. María Josefa Abella y Fuertes
- 1074. Julieta Verhaegen
- 1075. Marie Louise, prinses van Orléans
- 1076. Ana María Méndez de Vigo y Méndez de Vigo
- 1077. María de Alzola y González de Castejón
- 1078. María del Carmen Rafaela de los Ríos y Enríquez
- 1079. María del Pilar de Carvajal y Hurtado de Mendoza
- 1080. Lady Irene Frances Adza Denison
- 1081. Carolina de Carvajal y Quesada
- 1082. María del Rosario de Vereterra y de Armada, 7. Marquesa de Canillejas, 8. de Gastañaga y 7. de Deleitosa
- 1083. María Teresa Parladé y Heredia
- 1084. María Josefa de Goyeneche y Gamio
- 1085. María de las Virtudes Martínez de Irujo y del Alcázar
- 1086. Leticia Bueno y Garzón
- 1087. Isidra Pons y Serra
- 1088. María de las Mercedes de Sentmenat y Patiño
- 1089. María de Casanova y de Vallés
- 1090. Montserrat Desvalls y Amat
- 1091. Natalia de Barandiarán y de las Bárcenas
- 1092. María de la Concepción de Santa Cruz y Navia-Osorio
- 1093. María de las Mercedes Moltó y Rodríguez
- 1094. Beatriz van Spanje
- 1095. María de la Paz Olalla y Casasola
- 1096. Hilaria Suari y Folch
- 1097. María de los Dolores Catarineu y Ferrán
- 1098. Charlotte Grimaldi, hertogin van Valentinois
- 1099. Carolina Bourgeois

## Twaalfde honderdtal
- 1100. María Julia Elena Martínez de Hoz y Acevedo
- 1101. María de los Dolores de Cariës y de Ferrer
- 1102. Francisca Cornet y Enrich
- 1103. Henriette Penon
- 1104. Ana Fernández de Henestrosa y Gayoso de los Cobos
- 1105. Isabel d'Oultremont
- 1106. Belle Layton Wyatt
- 1107. María Cristina de Borbón y Madan
- 1108. María de los Dolores de Cárcer y de Ros
- 1109. Clara van Beieren
- 1110. Isabel de Lersundi y Blanco
- 1111. María de la Asunción de Vinuesa y Bessón
- 1112. María Cristina de Borbón y Battenberg
- 1113. Augusta von Seefried auf Buttenheim
- 1114. María de /a Piedad Martínez de 'rujo y Caro
- 1115. Julia de Montaner y Malattó
- 1116. María del Dulce Nombre Xifré y Chacón
- 1117. María del Carmen Somonte y Basabe
- 1118. María del Carmen de Zabálburu y Mazarredo
- 1119. María del Milagro Girona y Canaleta
- 1120. María de la Piedad de Iturbe y von Scholtz-Hermensdorff
- 1121. María de la Concepción Kirkpatrick y O'Farrill
- 1122. María del Carmen Angoloti y Mesa
- 1123. María de las Mercedes de Baviera y Borbón
- 1124. Francisca Ajuria y Temple
- 1125. Francisca O'Reilly y Pedroso
- 1126. Beatriz de León y de Loynaz
- 1127. María de la Aurora Ozores y Saavedra
- 1128. Isabel Balbo Bertone di Sambuy
- 1129. Francisca Marquine
- 1130. María Dominga de Queralt y Fernández-Maquieira
- 1131. Joaquina Chacón y Silva
- 1132. Aldegunda Obert de Thieusies
- 1133. María de Hemricourt de Grünne
- 1134. María Blanca de Solís y Desmaissiéres
- 1135. María del Carmen Ferrer-Vidal y Soler
- 1136. María de las Mercedes Amat y Brugada
- 1137. María de las Mercedes Gómez de Uribarri
- 1138. Josefina Fernández-Gayón y Barrie
- 1139. Ana María de Urquiza y Catalá
- 1140. Virginia Lazzari di Gifflenga
- 1141. Isabel de Silva y Borchgrave
- 1142. María Clemencia Ramírez de Saavedra y Alfonso
- 1143. María Teresa Núñez del Pino y Quiñones de León
- 1144. María Maffei di Boglio
- 1145. María de la Concepción Rodríguez García-Tagle
- 1146. Isabel Nieulant y Altuna
- 1147. María del Carmen San Gil
- 1148. María de la Ascensión Reynoso y Mateo
- 1149. Virginia Woodbury y Lowery
- 1150. Isabel Eugenia Ibarreta y Uhagón
- 1151. María Luisa Gómez y Pelayo
- 1152. Enriqueta de Borbón, 4. duquesa de Sevilha
- 1153. María de la Asunción Isabel Martínez de Irujo y Caro
- 1154. Mary van het Verenigd Koninkrijk, Princess Royal, de dochter van George V van het Verenigd Koninkrijk
- 1155. María Rivero y González
- 1156. Josefa Diosdado y Armero
- 1157. Isabel de Heredia y Loring
- 1158. María Antonia Atienza y Benjumea
- 1159. María de la Concepción Loring y Heredia
- 1160. María Cristina Falcó y Alvarez de Toledo
- 1161. María Isabel González de Olañeta e Ibarreta
- 1162. Sofía Zamoyska
- 1163. Brígida Montis y Allendesalazar
- 1164. Anne, prinses van Orléans
- 1165. María del Carmen de la Gándara y Lemery
- 1166. Alice van Battenberg, prinses van Griekenland en Denemarken, moeder van de Britse prins-gemaal Philip
- 1167. María del Carmen Pérez de Valdivielso y Torruella
- 1168. Julia Schmidtlein y García-Teruel
- 1169. María Felisa de León y Navarro de Balboa
- 1170. Alexandrine Augusta van Mecklenburg-Schwerin, hertogin van Mecklenburg-Schwerin, koningin van Denemarken
- 1171. Maria de las Mercedes van Bourbon-Sicilië, prinses van de Beide-Siciliën, gravin van Barcelona en de moeder van de huidige Spaanse koning
- 1172. Maria de los Dolores van Bourbon-Sicilië, prinses van de Beide Siciliën
- 1173. Maria de la Esperanza van Bourbon-Sicilië, prinses van de Beide Siciliën
- 1174. Maria Carolina van Bourbon-Sicilië, prinses van de Beide Siciliën
- 1175. María del Carmen Xifré y Chacón
- 1176. María de las Mercedes Miralles de Villegas
- 1177. Manuela Ternero y Vázquez
- 1178. María Prieto de Odiaga
- 1179. Consuelo de Cubas y Erice, condesa de Santa María de la Sisla
- 1180. María de la Concepción Guzmán y O'Farrill, 4. condesa de Vallellano
- 1181. María Inmaculada de Carvajal y Hurtado de Mendoza
- 1182. María del Pilar Losada y Rosés
- 1183. María de los Ángeles de Muguiro y Beruete, marquesa de Torrehermosa
- 1184. Kikuko, prinses Tokugawa
- 1185. María del Carmen Satrústegui y Barrie
- 1186. María Manuela Armada y de los Ríos-Enríquez
- 1187. María Isabel Rodríguez-Valdés y Ferrán
- 1188. María de la Concepción Dahlander y Francés
- 1189. Camila Fabra y Puig
- 1190. Alice van Bourbon-Parma, hertogin van Calabrië
- 1191. Maria del Pilar van Bourbon, hertogin van Badajoz
- 1192. Margarita Maria van Bourbon, hertogin van Soria en van Hernani
- 1193. Sofia, prinses van Griekenland en Denemarken, koningin van Spanje